# Rosario Di Bella
Rosario Di Bella (Zafferana Etnea, 27 luglio 1963) è un cantautore e compositore italiano.
Oltre all'attività di cantautore, Di Bella ha allargato i suoi confini artistici occupandosi di cinema, teatro e televisione.

## Biografia
Ha studiato pianoforte, medicina all'Università di Catania, teatro all'Arsenale di Milano e composizione a Roma. Dopo un lungo periodo passato in giro in Italia e all'estero a suonare con gruppi e formazioni di diversa estrazione musicale, nel 1987 approda al Festival di Castrocaro dove vince con il brano Sono interessante.
Nel 1989 viene pubblicato sotto etichetta EMI il suo primo lavoro Pittore di me stesso. Il lavoro viene presentato al “Club Tenco” e ottiene ottimi consensi da parte della critica.
Nel 1990 partecipa alla trasmissione Gran premio (Rai 1) di Pippo Baudo, al Festivalbar (Italia 1) e al Cantagiro (Rai 2), dove si classifica al 2º posto con il brano Come se parlassero due amici.
Nel 1991 viene pubblicato Figlio perfetto (EMI). In questo stesso anno incontra Bungaro e Marco Conidi, due cantautori coetanei, e dopo una serie di concerti in giro per l'Italia nasce il progetto del trio Bungaro-Conidi-Di Bella che presenta il brano E noi qui (Bmg-It-Emi) al Festival di Sanremo 1991. Il brano diventa un successo dopo essersi qualificato per la finale nella sezione "Novità".
Nel 1993 torna a Sanremo come solista con il brano Non volevo (EMI).
Nel 1995 viene pubblicato il suo terzo lavoro: Esperanto (PolyGram). L'album contiene anche un hit radiofonico dal titolo Difficile amarsi, per 4 mesi al primo posto delle classifiche radiofoniche, e La casa del pazzo, in cui Rosario affronta con grande poesia il mondo dei malati di mente: quel labilissimo confine tra normalità e follia.
Nel 1996 La casa del pazzo diventa anche un videoclip alla cui realizzazione partecipano gli Ospiti dell'ex Ospedale psichiatrico Paolo Pini di Milano. Il video in realtà è un vero e proprio cortometraggio che infatti viene proiettato in numerose occasioni pubbliche e manifestazioni tra le quali il Festival di Recanati.
Nel 2000 viene pubblicato il suo quarto lavoro dal titolo I Miei amici (Sony).
Nel 2003 comincia la sua collaborazione con il programma televisivo Voyager di Rai 2, una collaborazione che dura fino alla chiusura del programma nel 2018. 
Per tre volte partecipa come autore al Festival di Sanremo, componendo con Paolo Meneguzzi i brani che il cantante svizzero esegue al Festival di Sanremo: Guardami negli occhi (prego) nel 2004, Non capiva che l'amavo nel 2005 e Musica nel 2007.
Nel 2007 esce Il negozio della solitudine (MM/Universo/Sony). Dopo il singolo Invece no, premiato come migliore canzone prodotta nell'anno 2006 al MEI Festival Etichette Indipendenti, il secondo singolo estratto Portami via è accompagnato da un video premiato come miglior video italiano del 2007 da NatGeo Sky. Nello stesso anno, Rosario Di Bella parte in tour con Luca Carboni esibendosi voce e pianoforte in apertura di concerto e durante lo show duettando con Carboni nel brano Pensieri al tramonto accompagnato dalla band del cantautore bolognese (Ignazio Orlando, Mauro Patelli, Antonello Giorgi, Vincenzo Pastano, Fabio Anastasi).
Dal 2008 in poi si intensifica la sua attività di compositore di colonne sonore per televisione, cinema e teatro. Nel 2009 scrive le musiche per i film Nero apparente, La retta via, La vita accanto (Miglior colonna sonora al festival “Corto cultura” di Manfredonia). Nel 2010 musica insieme a Vincenzo Incenzo, lo spettacolo teatrale Cassandra e il re diretto da Giuseppe Argirò. Nel 2011 compone la colonna sonora per il film-tv L'ombra del diavolo (Retequattro), la colonna sonora per il documentario Un sueño a mitad candidato al “Globo d'oro” 2011, le musiche di scena per Addio al nubilato, commedia teatrale diretta da Francesco Apolloni, e per il documentario La sindone diretto da Francesca Saracino per RaiTrade/Medusa
Nel 2012 compone le musiche per i documentari Inside Costa Concordia Voices Of Disaster diretto da Jesus Garces Lambert per National Geographic, per Pasqua in Sicilia,  I ragazzi di San Sebastiano,  La romeria del rocio,  L’arte di vivere, Store a drop prodotti da Terra srl per Rai 3, per Il migliore dei modi possibili diretto da M. Andreini e P. Fioratti, prodotto da Fioratti srl, e per Mohamed e il pescatore  prodotto da Quasarmultimedia per Rai 3.
Nel 2013 compone le musiche per i documentari Il miele della giungla e  I pescatori del Bengala prodotti da Terra srl per Rai 3 e per La scelta del Papa diretto da Jesus Garces Lambert e prodotto da G&G per LA7.  Musica inoltre il film Ice scream diretto da Roberto De Feo e Vito Palumbo per Little Studio Film Los Angeles e il programma di Rai 3 Il giallo e il nero. Nello stesso anno pubblica a suo nome il singolo Parole a caso.
Nel 2014 compone la colonna sonora del corto Child K diretto ancora una volta da De Feo e Palumbo per Colorado film, vincitore di 4 premi come Miglior colonna, e del corto  Santo subito di Giuseppe Pizzo.
Nel 2016 collabora con Juri Camisasca per l'album Spirituality, prodotto da Cam/Sugar. Viene anche pubblicata una raccolta di musiche Orchestral Volume 1 da RaiCom.
Nel 2018 compone le musiche per Sereno Variabile, Cinque cose su Rai 2 e Freedom su Retequattro. 
Nel 2019 pubblica il CD Spazio Sacro e compone la colonna sonora film My lake di Gjergi Xuvani.

## Discografia

### Album
- 1989 - Pittore di me stesso
- 1991 - Figlio perfetto
- 1995 - Esperanto
- 2000 - I miei amici
- 2007 - Il negozio della solitudine
- 2016 - Spirituality (con Juri Camisasca)
- 2019 - Spazio Sacro

### Singoli
- 2013 - Parole a caso (singolo)
- 2018 - partecipazione nel brano “voce umana” con Alessandro Orlando Graziano nell’album Voyages Extraordinaires

### Musiche per cinema, teatro, televisione
- 2022 Musiche "Freedom oltre il confine" di Roberto Giacobbo regia Ico Fedeli Italia 1
- 2022 Musiche teatro "Rocco Chinnici, il coraggio e la passione di un padre magistrato" regia di Ugo Bentivegna
- 2021 Musiche "Che fine ha fatto baby Jane" di Franca Leosini regia Lucio Fabrizio Nicolini Rai tre
- 2021 Musiche "Freedom oltre il confine" di Roberto Giacobbo regia Ico Fedeli Italia 1
- 2020 Musiche "Freedom oltre il confine" di Roberto Giacobbo regia Ico Fedeli Italia 1
- 2020 Musiche "Primo set" regia Filippo De Masi Rai due
- 2019 Colonna sonora film "My lake" regia Gjerg Xuvani (Italia-Albania-Macedonia)
- 2019 Musiche Freedom oltre il confine di Roberto Giacobbo, Rete 4
- 2018 Musiche "Sereno variabile" Raidue
- Musiche Voyager Factory di Roberto Giacobbo, Rai 2
- Musiche corto Santo subito di Giuseppe Pizzo
- Musiche corto Child K di De Feo/Palumbo
- Musiche film Ice scream di De Feo/Palumbo
- Musiche Voyager di Roberto Giacobbo, Rai 2
- Musiche Ragazzi c'è Voyager di Roberto Giacobbo, Rai 2
- Musiche fiction L'ombra del diavolo di Marco Maccaferri, Rete 4
- Musiche film/documentario Un sueño a mitad di Francesco Apolloni
- Musiche teatrali Addio al nubilato di Francesco Apolloni
- Musiche corto La vita accanto di Giuseppe Pizzo
- Musiche teatrali Cassandra e il re di Giuseppe Argirò
- Musiche corto Nero apparente di Giuseppe Pizzo
- Musiche film Nient'altro che noi di Angelo Antonucci
- Musiche Successi, Rai 2

## Premi
- 1987 Festival di Castrocaro, primo premio con il brano Sono interessante.
- 2001 Premio Mariposa a Isola delle Femmine (PA).
- 2006 Premio alla canzone Invece no come miglior brano prodotto nell'anno 2006 al MEI Festival Etichette Indipendenti
- 2007 Premio miglior video italiano da NatGeo SKY per il video della canzone Portami via
- 2010 Premio miglior colonna sonora per La vita accanto (corto e cultura di Manfredonia)
- 2013 Premio Poseidone